# Panombean (Panombean Panei)
Panombean is een bestuurslaag in het regentschap Simalungun van de provincie Noord-Sumatra, Indonesië. Panombean telt 1777 inwoners (volkstelling 2010).